# Pellionia veronicoides
Pellionia veronicoides är en nässelväxtart som beskrevs av François Gagnepain. Pellionia veronicoides ingår i släktet Pellionia och familjen nässelväxter. Inga underarter finns listade i Catalogue of Life.